# 빅 립
물리 우주론에서 빅 립(Big Rip)이란 우주의 종말에 대한 우리 우주의 가설 모델 중 하나로 항성과 은하에서 원자와 기본 입자 등 우주의 모든 물질과 심지어는 시공간 그 자체가 먼 미래에 우주팽창으로 인해 점진적으로 찢어진다는 가설이다. 표준 우주 모델에 따르면 우주 척도인자는 가속되고 있으며 먼 미래 우주상수 지배 시대에는 인자가 기하급수적으로 늘어난다고 가정한다. 하지만 우주팽창은 어느 시점이든지 비슷하며 그렇기 때문에 허블 상수가 고정되고 작은 경우에는 우주 물질 구조는 우주 팽창에 거의 영향을 받지 않는다. 반대로 빅 립 시나리오에서는 유한한 시간 안에 허블 상수가 무한대로 증가한다고 가정한다. 이러한 급격하게 찢어지는 특이점은 불확실한 물리적 성질을 가진 가설상의 물질(팬텀 에너지)를 도입해야 성립된다.

## 팽창 방정식
팬텀 에너지가 지배하는 우주는 가속팽창하는 우주이며 팽창 속도가 점점 빨라진다. 하지만 이는 관측 가능한 우주의 크기가 계속 줄어듬을 의미한다. 어느 지점에서든지 빛의 속도로 멀어지는 관측 가능한 우주의 끝지점까지의 거리는 점점 좁아지기 때문이다. 관측 가능한 우주의 크기가 어떠한 특정 구조보다도 작아지면 우주 구조에서 가장 먼 곳 사이의 기본 상호작용은 아에 일어나지 않을 수도 있다. 이렇게 상호작용이 불가능한 곳이 생기면 이를 "공간이 찢겨진다"라고 표현한다. 빅 립 모델에서는 유한한 시간 안에 특정한 특이점에서 모든 거리가 무한한 값으로 커지는 "빅 립" 시점이 있다고 가정한다.
빅 립 가설을 처음으로 주창한 다트머스 대학교의 로버트 R. 캘드웰은 현재 시각으로부터 "특이점"이 올 때까지의 시간을 다음과 같이 구했다.
{\displaystyle t_{\mathrm {rip} }-t_{0}\approx {\frac {2}{3|1+w|H_{0}{\sqrt {1-\Omega _{\mathrm {m} }}}}}}
여기서 w는 암흑 에너지 압력과 에너지 밀도과의 비율, H0은 허블 상수, Ωm는 현재의 우주의 모든 물질의 밀도값이다.

## 관측된 우주
우리 우주를 관측한 증거에서 w값은 -1에 가까우며 여기서 w는 방정식의 분모에 영향을 준다. w가 -1에 가까울수록 분모는 0에 가까워지며 빅 립 시점은 점점 멀어진다. 만일 w가 -1과 같으면 H0 또는 Ωm의 값에 상관없이 빅 립은 절대로 일어나지 않는다.

## 같이 보기
- 빅 바운스
- 빅 크런치